# 水星人 (六星占術)
| 星人                                                |
| --------------------------------------------------- |
| 土星人 - 金星人 - 火星人 天王星人 - 木星人 - 水星人 |
| その他                                              |
| 殺界                                                |
| 関連項目                                            |
| 細木数子 - 番組                                     |

水星人（すいせいじん）とは六星占術に出てくる概念で、生年月日の日の干支が甲寅・乙卯・丙辰・丁巳・戊午・己未・庚申・辛酉・壬戌・癸亥のいずれかに属する人を指す。
概ね日支に比肩・劫財を持ち、日干支単独で付く十二運がいずれも強運な冠帯・建禄・帝旺のどれかを呼び込み、自力運のある初代運とされる。陰干支の乙卯、丁巳、己未、辛酉、癸亥はいずれも十干と十二支の五行が同じで通根し、いずれも強い干支である。戊午は同じ五行でない相生干支だが火土同根の法則で木星人の丙午と同じく最強の帝旺を導く。

## 戊午
火土同根の法則より、丙午と同じく帝旺を導き、納音でも天上火で帝旺にあたる自旺となる。